# Lockjärvs naturreservat
Lockjärvs naturreservat är ett naturreservat i Hudiksvalls kommun och Nordanstigs kommun i Gävleborgs län.
Området är naturskyddat sedan 2018 och är 128 hektar stort. Reservatet ligger vid nordöstra stranen av Lockjärv och består av urskogsartad tallskog närmast sjön och i den central delen av sumpmark, små myrar och fuktig grandominerad skog.